# Harold Osborn
Harold Marion Osborn (ur. 13 kwietnia 1899 w Butler, zm. 5 kwietnia 1975 w Champaign) – amerykański lekkoatleta, dwukrotny mistrz olimpijski z 1924 z Paryża.

## Kariera sportowa
Jest jedynym lekkoatletą, który został mistrzem olimpijskim zarówno w dziesięcioboju, jak i w pojedynczej konkurencji lekkoatletycznej. Dokonał tego na igrzyskach olimpijskich w 1924 w Paryżu, gdzie zdobył złote medale w skoku wzwyż i dziesięcioboju. Ustanowił przy tym rekord świata w dziesięcioboju (7710,775 pkt.) oraz rekord olimpijski w skoku wzwyż (1,98 m).
Na igrzyskach olimpijskich w 1928 w Amsterdamie Osborn startował tylko w skoku wzwyż; zajął 5. miejsce.
Był również rekordzistą świata w skoku wzwyż (2,03 m w 1924) oraz w skoku wzwyż z miejsca w hali (1,67 m w 1936).
Zwyciężył w mistrzostwach USA (AAU) w skoku wzwyż w 1925 i 1926 oraz w dziesięcioboju w 1923, 1925 i 1926.
Z wykształcenia był osteopatą.